# Uzh (Pripyat)
Uzh (tiếng Ukraina: Уж) là một phụ lưu hữu ngạn của sông Pripyat tại Ukraina. Đầu nguồn của sông nằm ở tỉnh Zhytomyr, sau đó một đoạn ngắn chảy gần châu thổ sông Berezina. Sông Uzh cuối cùng chảy qua gần thành phố Chernobyl của tỉnh Kyiv, đổ vào sông Pripyat.

## Đặc điểm
Sông có chiều dài 256 km (159 mi) (159 km trong tỉnh Zhytomyr, 97 km trong tỉnh Kyiv) và diện tích lưu vực là 8.080 km2 (3.120 dặm vuông Anh). Chiều rộng của thung lũng sông là 1–7 km (0,62–4,35 mi), chiều rộng của sông là 5–40 m (16–131 ft). Độ dốc của sông là 0,47 m/km. Độ khoáng hóa của nước sông trung bình là: lũ mùa xuân - 126 mg/dm³; giới hạn mùa hè-thu - 198 mg/dm³; giới hạn mùa đông - 214 mg/dm³.
Nguồn nước sông chủ yếu bắt nguồn từ tuyết tan mùa xuân. Sông đóng băng vào tháng 12, tan băng vào cuối tháng 3, do đó nó chiếm phần nhiều nguồn cung cấp nước.

## Dòng chảy
Đầu nguồn của sông Uzh nằm ở phía tây nam của làng Sorochen. Sông chảy trong vùng đất thấp Polesia. Đoạn sông chảy trong tỉnh Zhytomyr đầu tiên theo hướng tây bắc, sau đó quay về phía đông bắc, trong tỉnh Kyiv nó chảy chủ yếu về phía đông.
Uzh chảy vào Pripyat ở vùng ngoại ô đông nam của thành phố Chernobyl. Sông Pripyat sau đó chảy vào hồ chứa nước Kyiv.
Tổng thể, sông chảy trong địa giới của các huyện Novohrad-Volynskyi, Korosten của tỉnh Zhytomyr và Vyshhorod (huyện cũ Poliske và Ivankiv) của tỉnh Kyiv.
Các thành phố Korosten và Chernobyl nằm ven sông Uzh.
Do hậu quả của vụ tai nạn Chernobyl, một phần sông Uzh nằm trong vùng nhiễm phóng xạ vượt quá giới hạn cho phép. Nước sông được sử dụng để cung cấp nước và trước đây để vận chuyển gỗ khai thác.

## Phụ lưu
- Tả ngạn: Rozhanytsia, Bastova, Yastruben', Bezud, Loznytsia, Radych, Bedriika, Krashevnya, Mohylyanka, Hnylusha, Kruhlyk, Kremno, Otkasuvka, Shesten', Zherev, Bezimenna, Noryn', Hrezlia, Illia.
- Hữu ngạn: Brodets', Khotoza, Kunan, Rasen, Khotysh, Bilka, Nerch, Sintirka, Sazhenka, Kremno, Slavuta, Synyavka, Mostva, Kalynivka, Loznytsia, Zhabech, Kateshna, Oleshnia, Kam'yanka, Kotyachyi, Loznytsia, Osliv, Zvizdal', Bober, Ryadynka, Veresnya.

## Hình ảnh

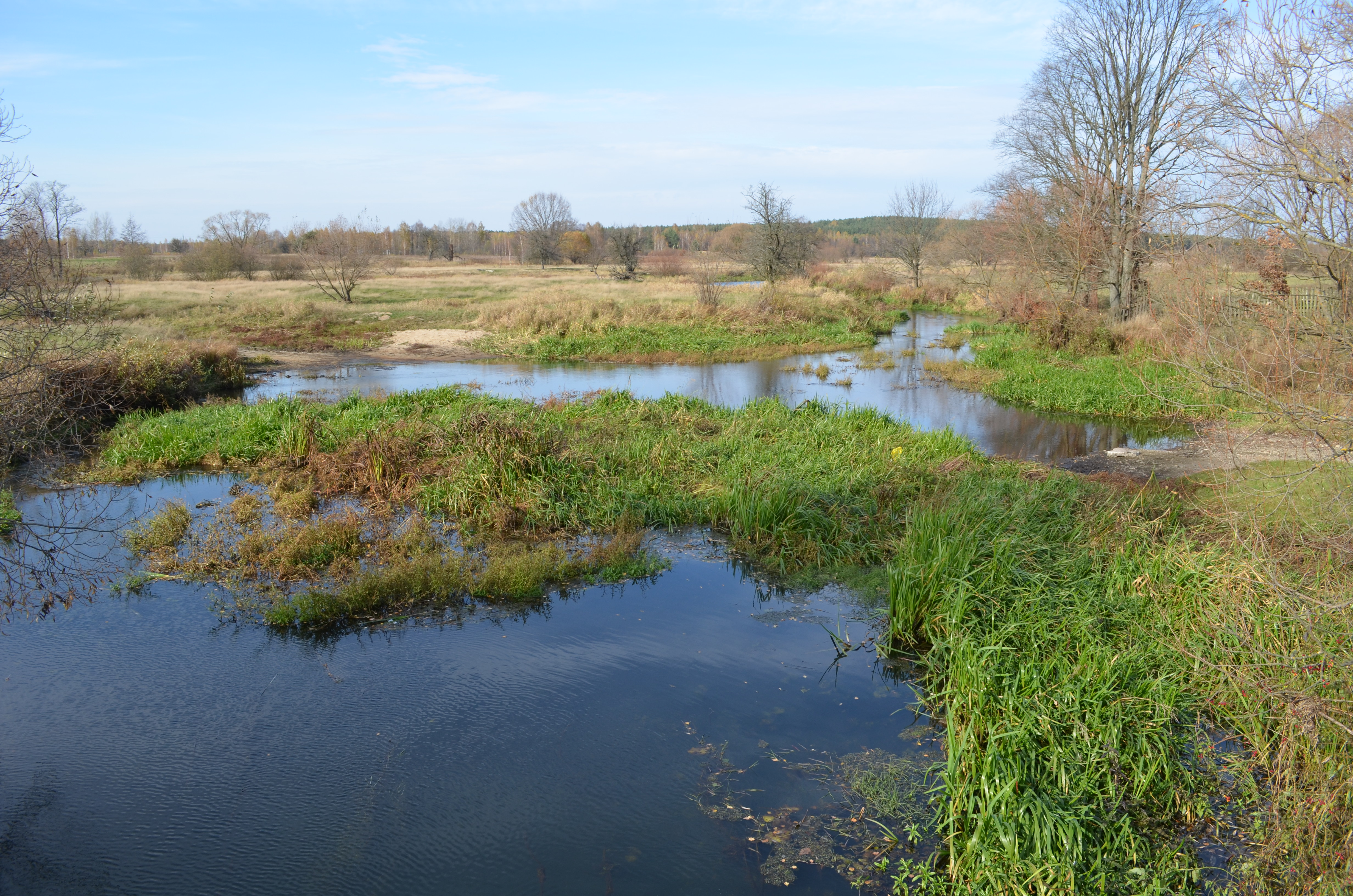
sông Uzh gần Pudnia-Bilkivska
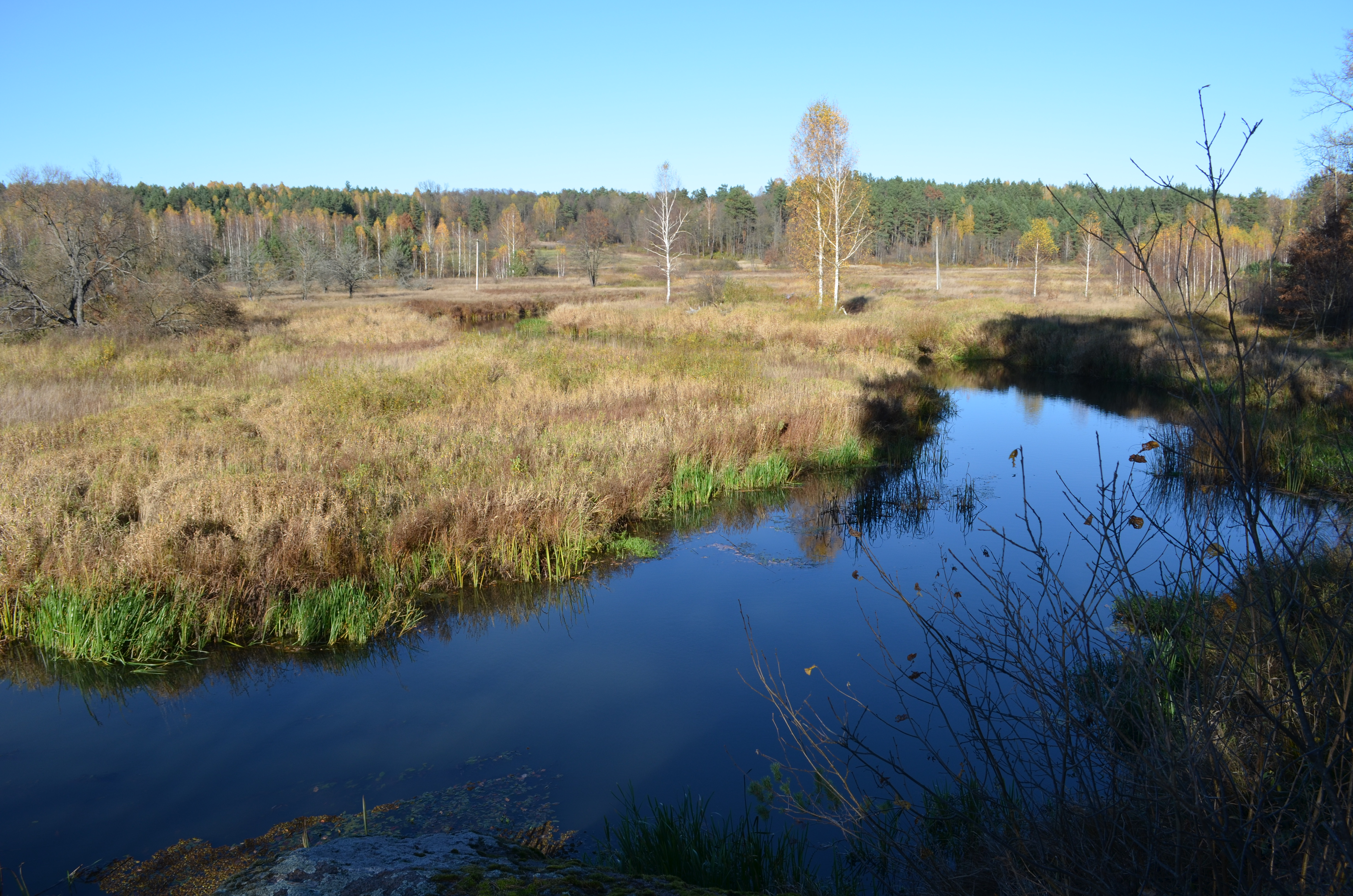
Sông Uzh gần Santarka
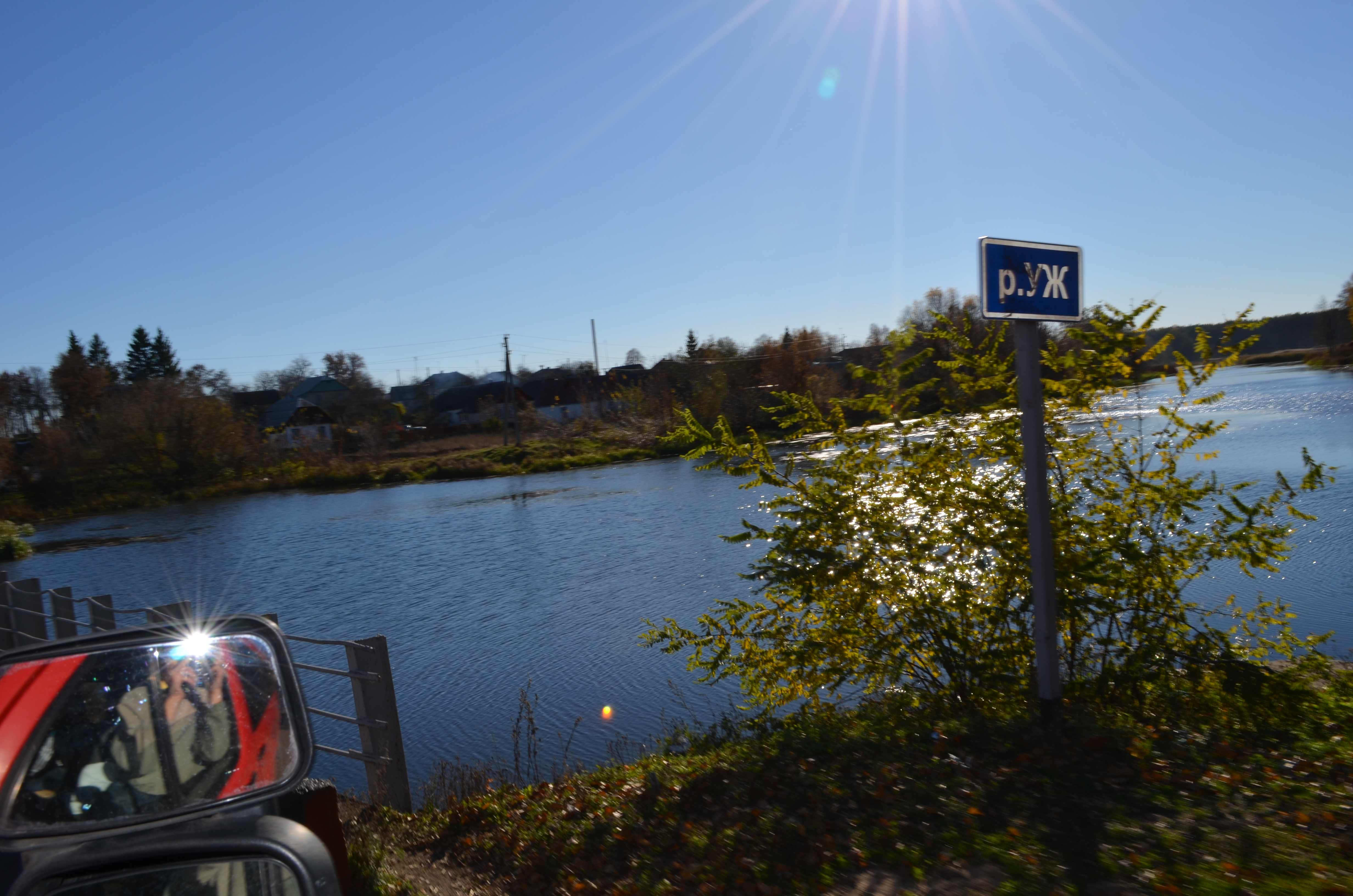
Cây cầu bắc qua sông Uzh giữa các làng Ushomyr và Rudnia-Ushomirska
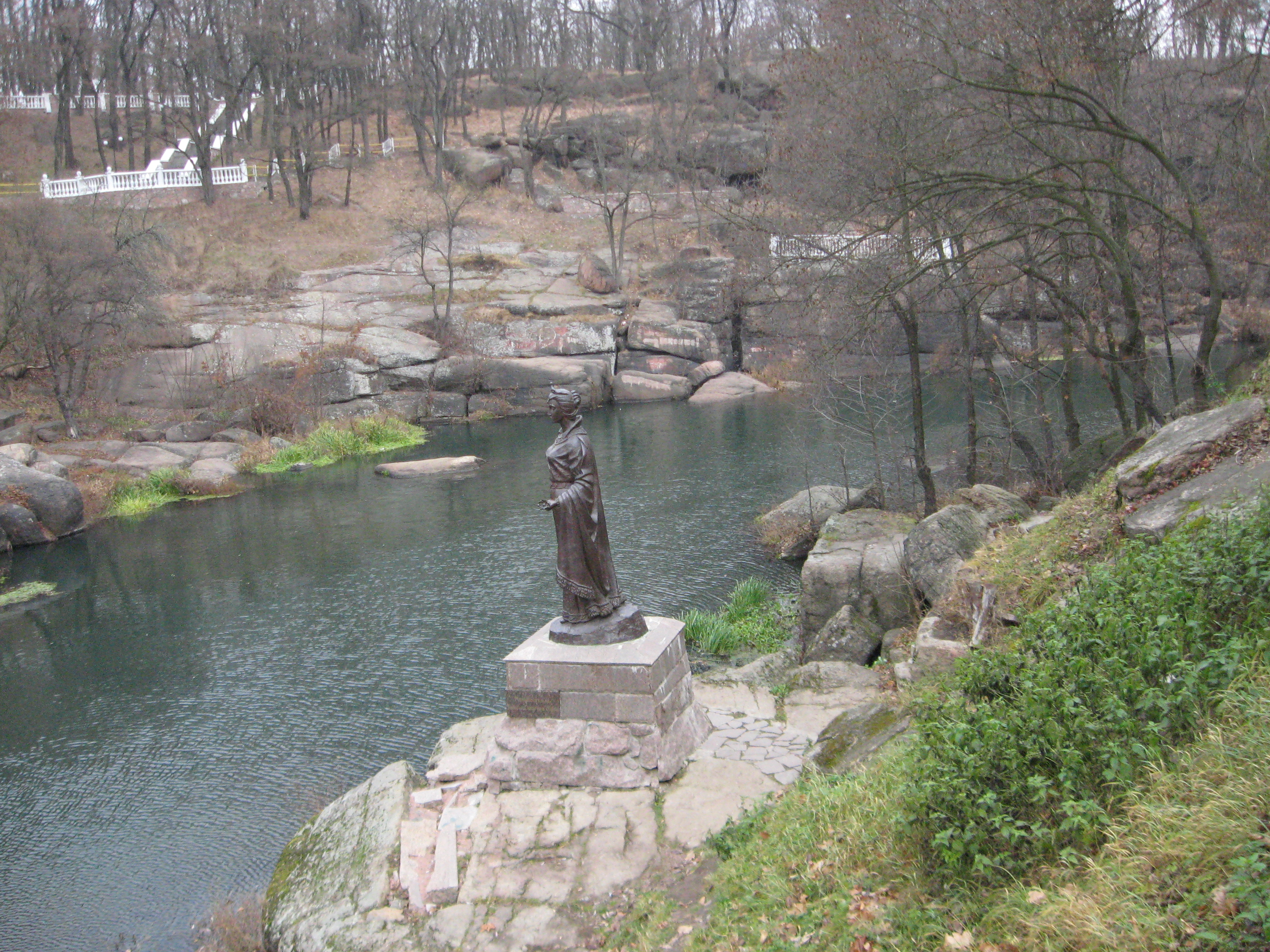
Nhà tắm của Công chúa Olga ở thành phố Korosten
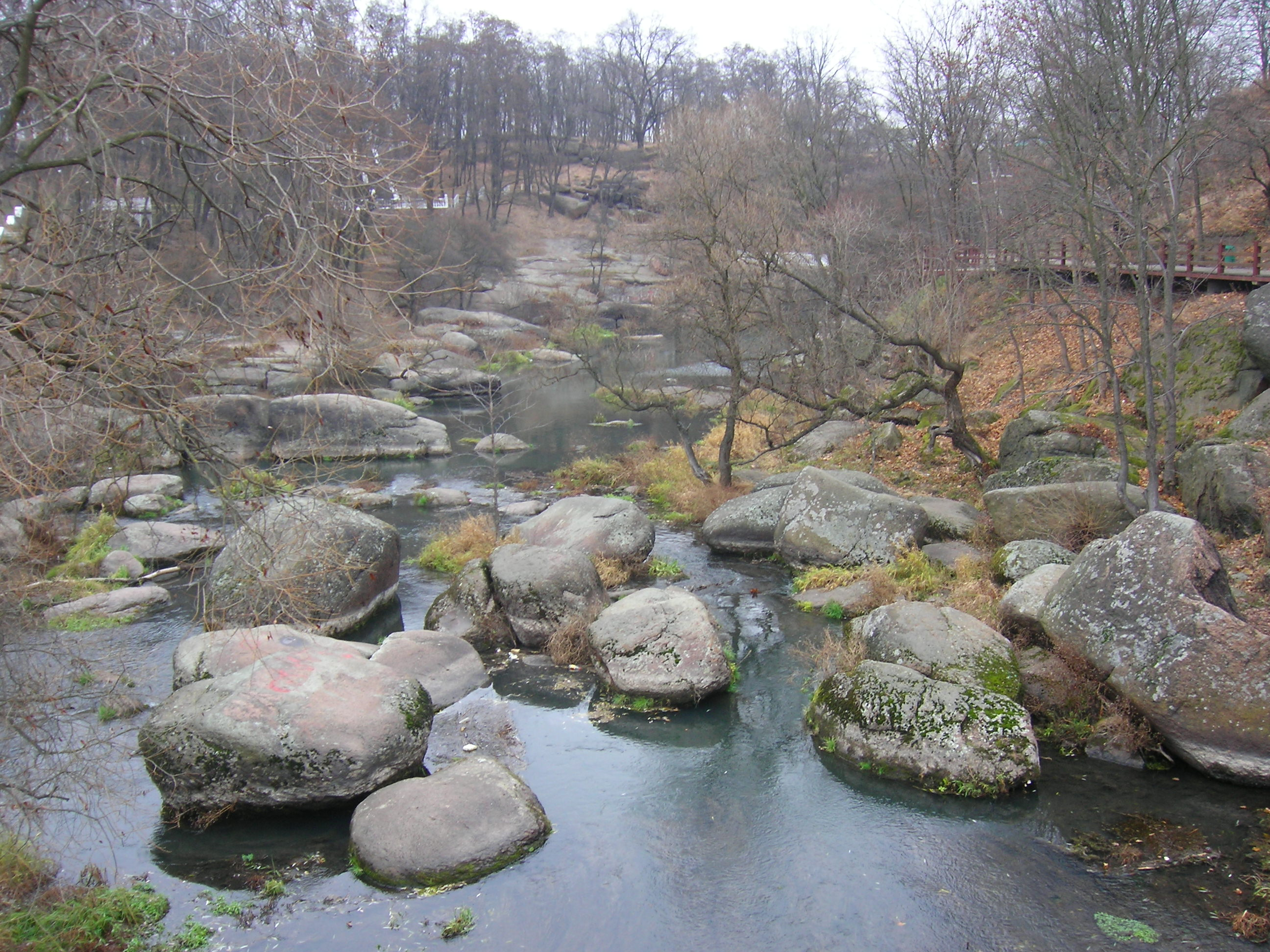
Sông Uzh ở Korosten
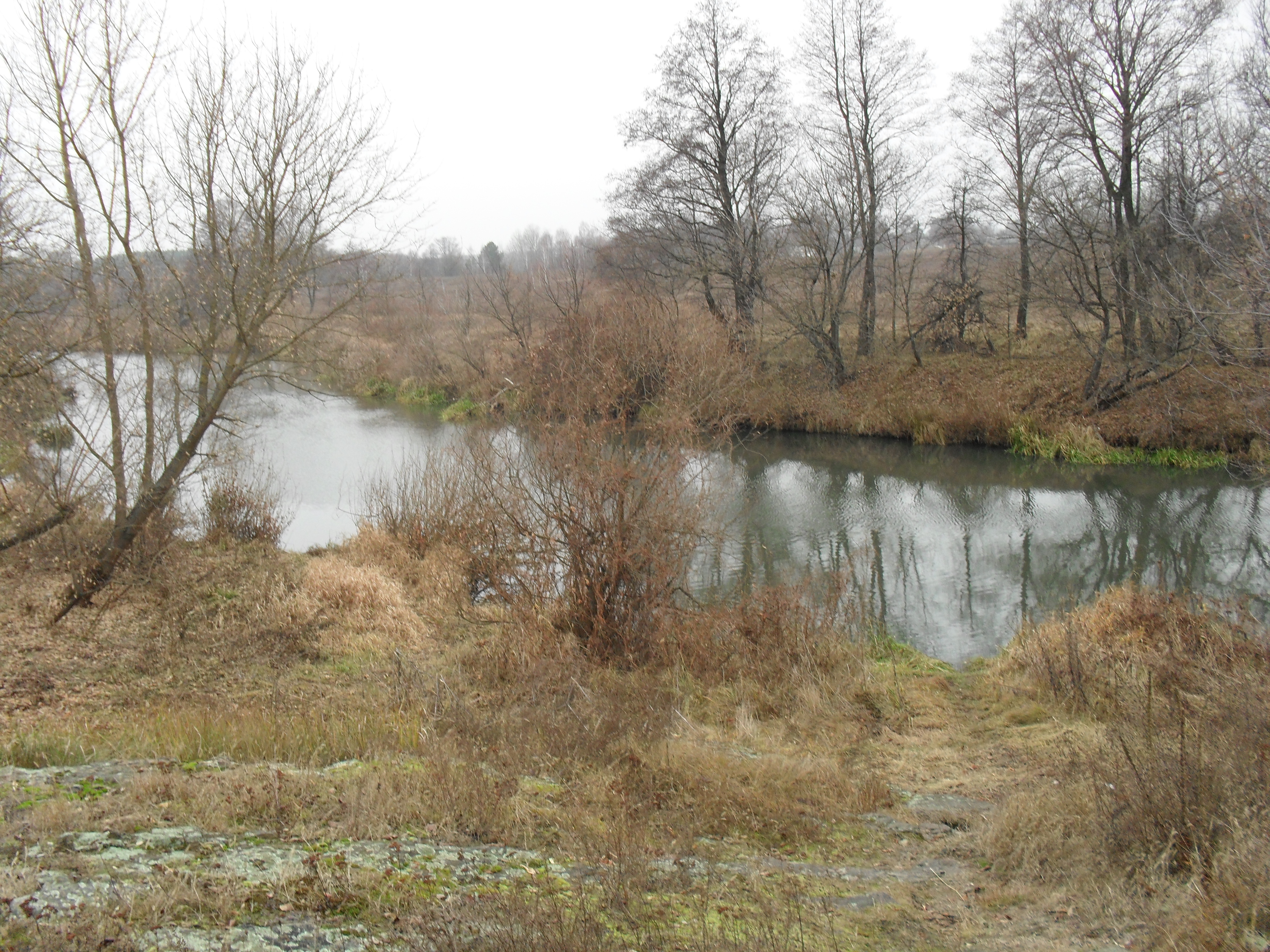
Sông Uzh gần Nemyrivka
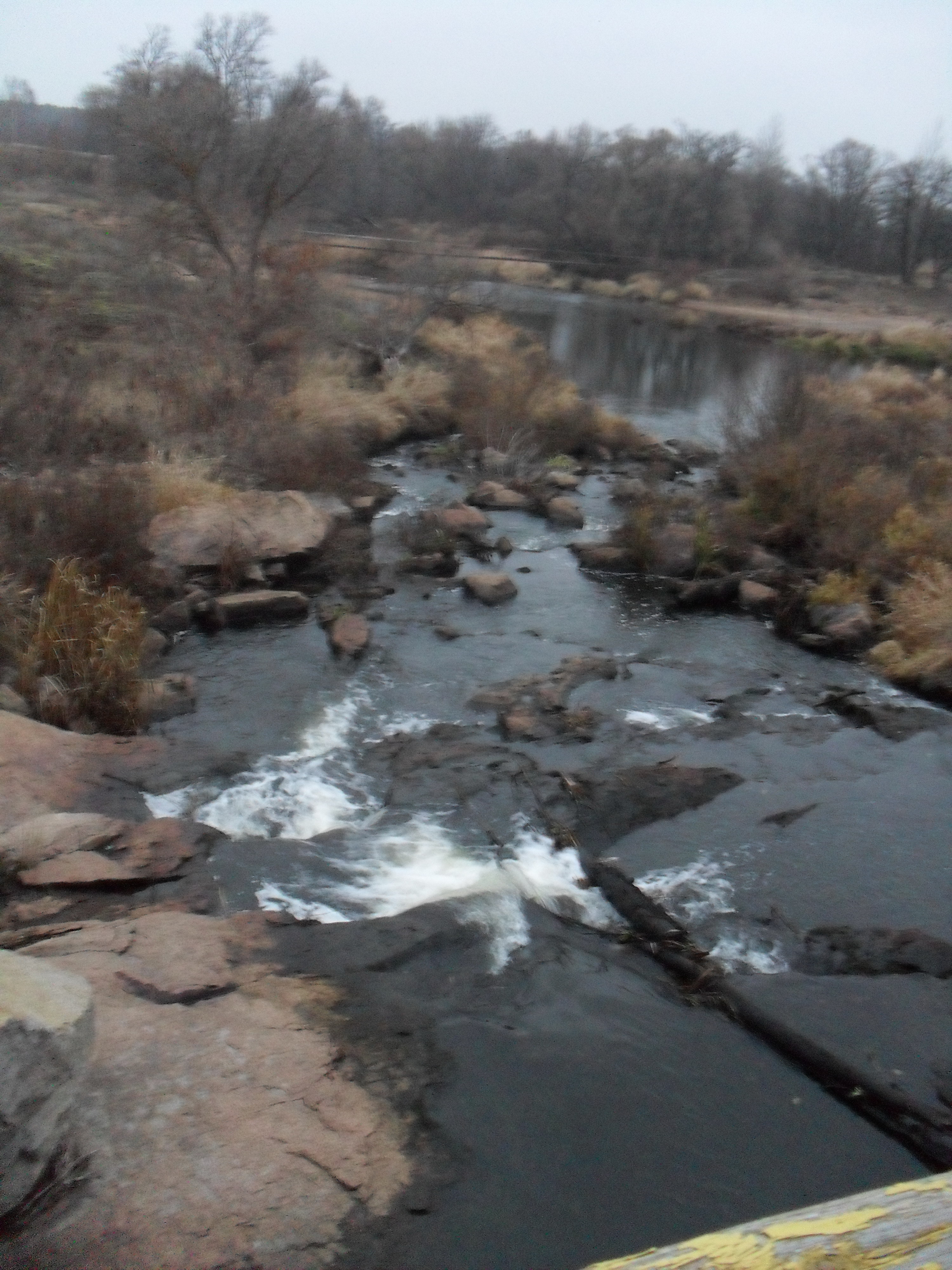
Sông Uzh gần Mezhyrichka
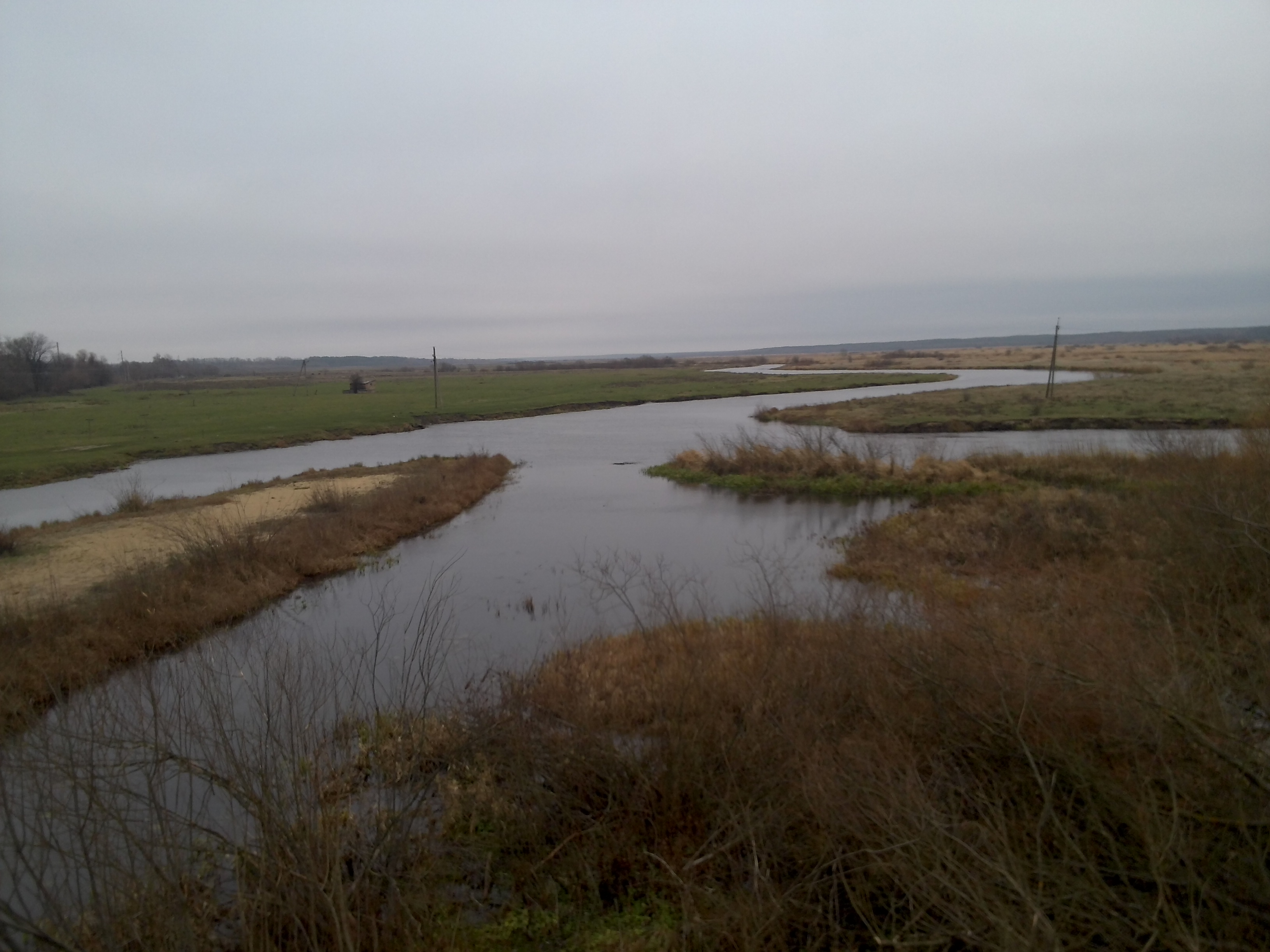
Sông Uzh ở làng Narodychi
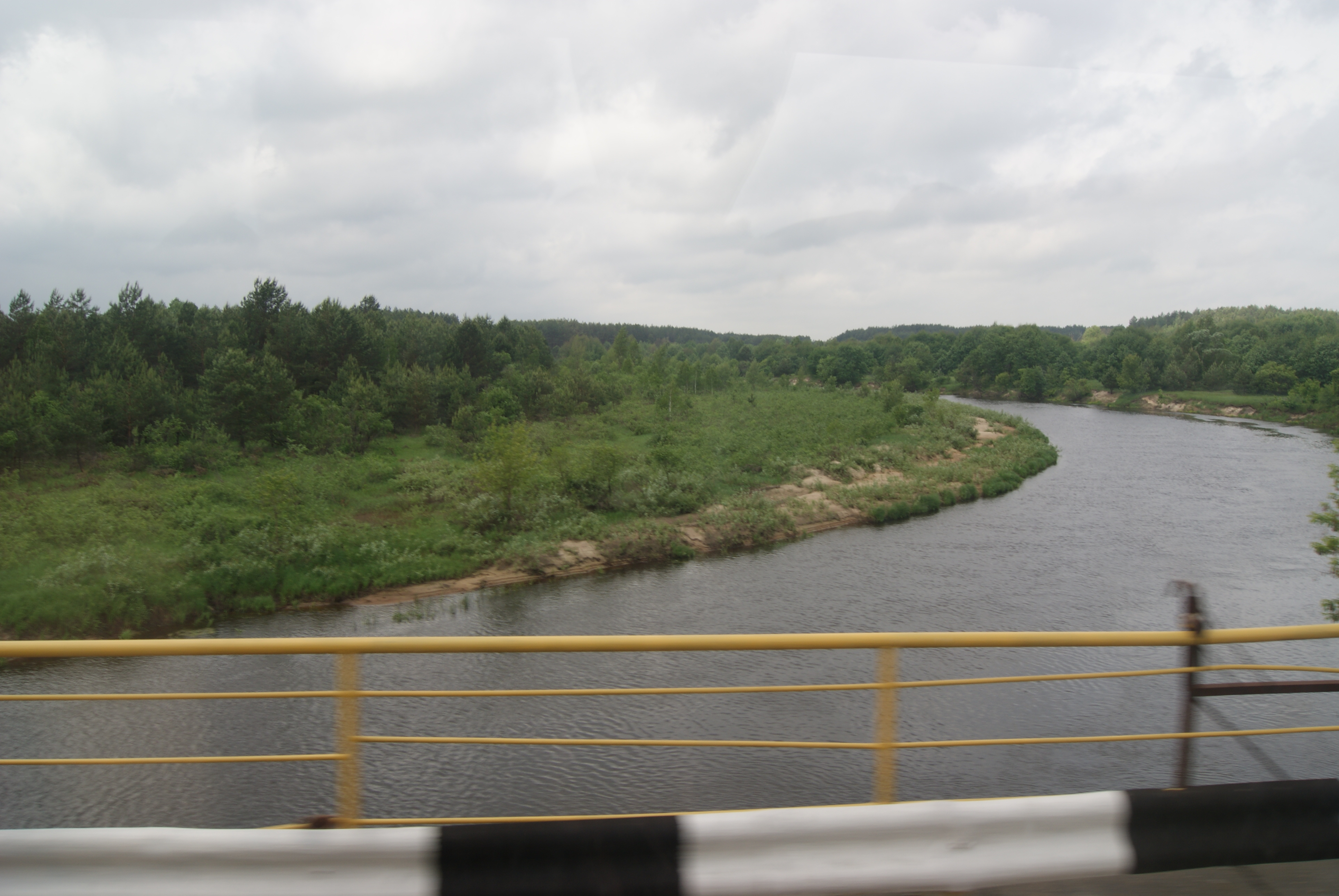
Sông Uzh nằm trong Vùng loại trừ Chernobyl
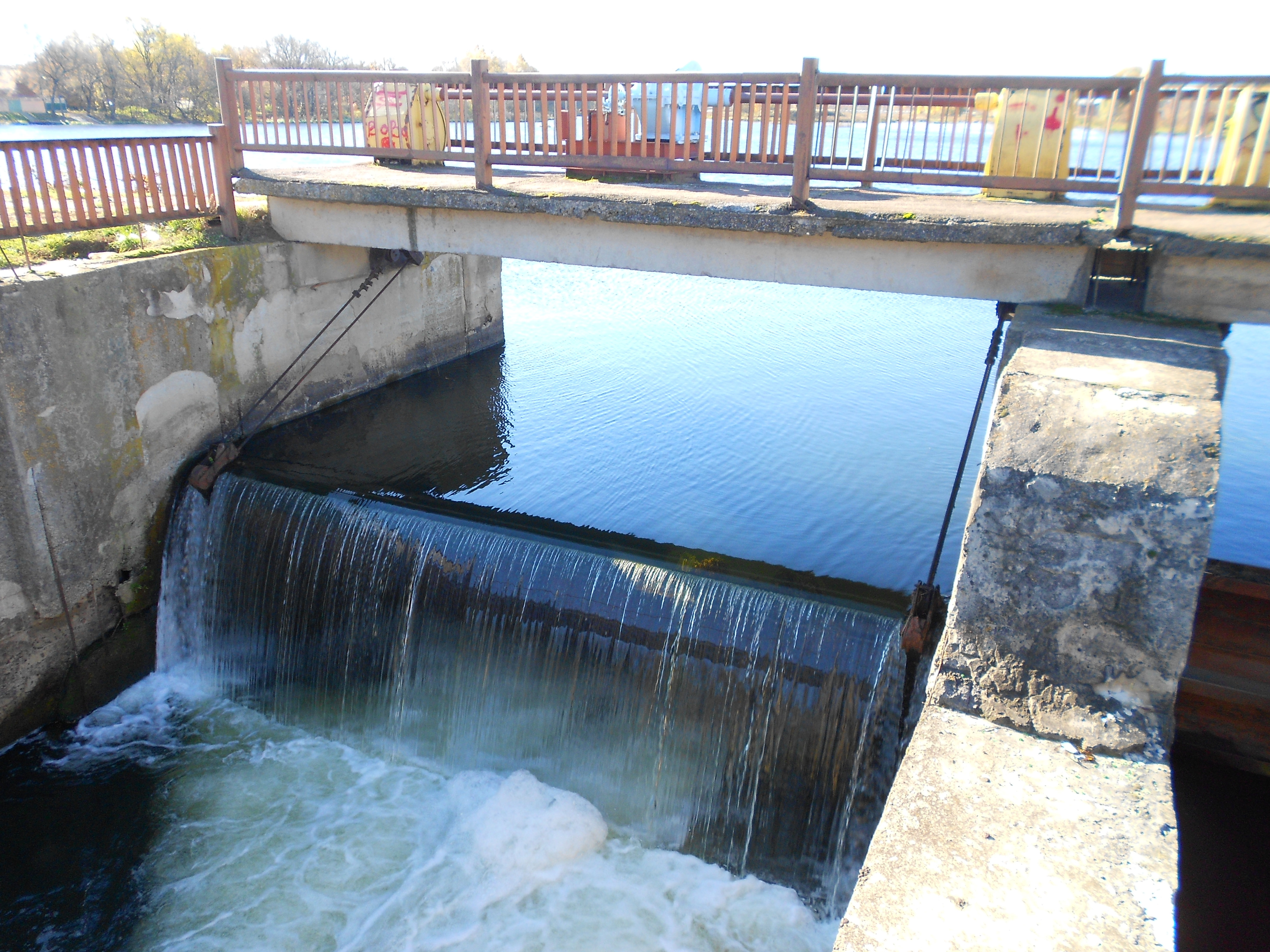
Nước chảy từ đập gần làng Poliske
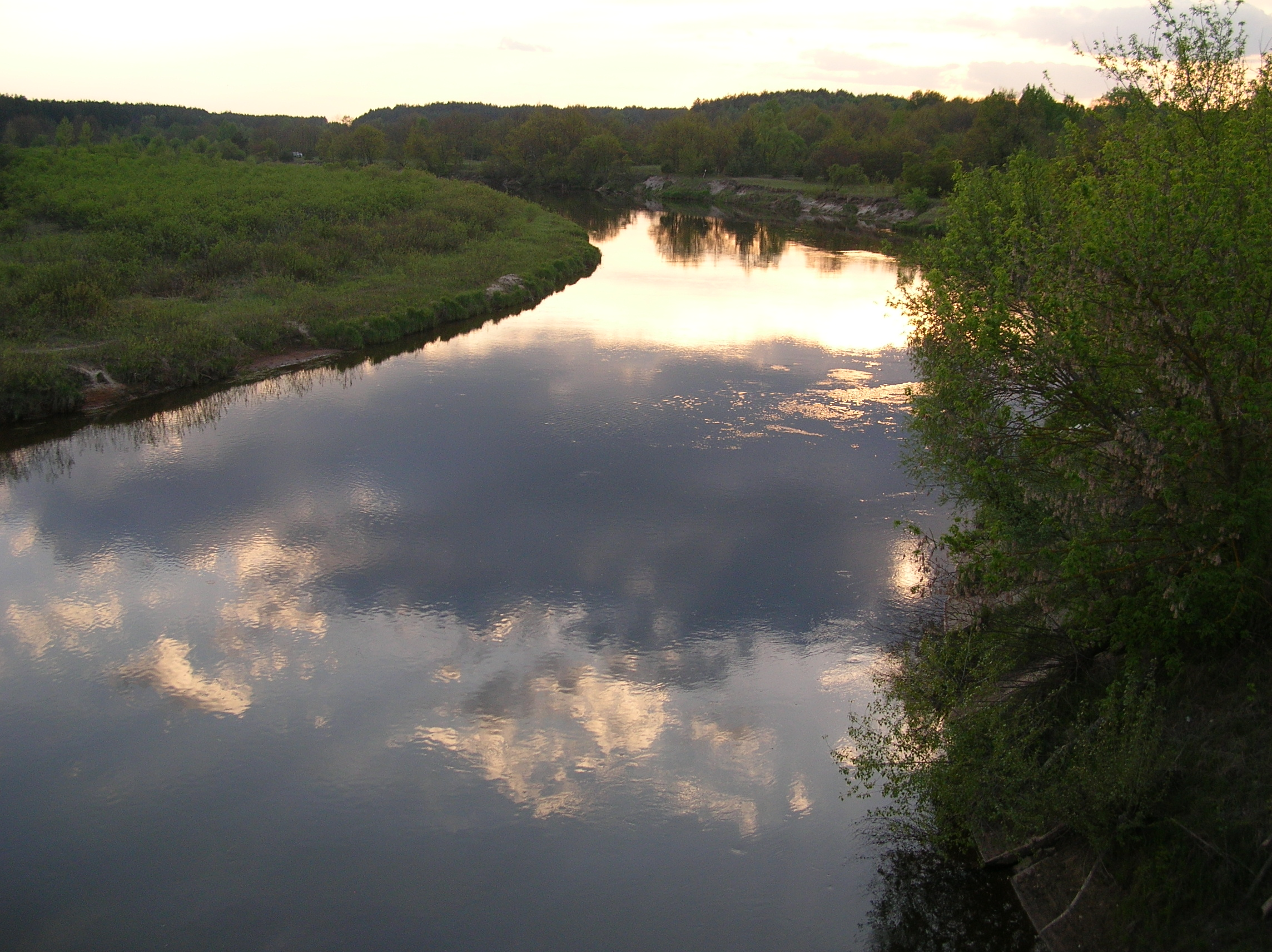
Sông Uzh ở Chernobyl gần ngã ba với Pripyat